# San Ramon (Californië)
San Ramon is een plaats in Contra Costa County in Californië in de VS.

## Geografie
San Ramon bevindt zich op 37°45′26″Noord, 121°57′8″West. De totale oppervlakte bedraagt 30,0 km² (11,6 mijl²) waarvan slechts 0,06% water is.

## Demografie
Volgens de census van 2000 bedroeg de bevolkingsdichtheid 1491,1/km² (3862,0/mijl²) en bedroeg het totale bevolkingsaantal 44.722 dat bestond uit:
- 76,82% blanken
- 1,93% zwarten of Afrikaanse Amerikanen
- 0,36% inheemse Amerikanen
- 14,94% Aziaten
- 0,21% mensen afkomstig van eilanden in de Grote Oceaan
- 2,16% andere
- 3,58% twee of meer rassen
- 7,24% Spaans of Latino

Er waren 16.944 gezinnen en 12.148 families in San Ramon. De gemiddelde gezinsgrootte bedroeg 2,63.

## Plaatsen in de nabije omgeving
De onderstaande figuur toont nabijgelegen plaatsen in een straal van 16 km rond San Ramon.